# Aitne (satelit)
Aitne /a'it.ne/, cunoscut și sub numele de Jupiter XXXI, este un satelit retrograd neregulat al lui Jupiter. A fost descoperit de o echipă de astronomi de la Universitatea din Hawaii condusă de Scott S. Sheppard⁠(d), în 2001, și a primit denumirea temporară S/2001 J 11. Aitne aparține grupului Carme, alcătuit din sateliți retrograzi neregulați care orbitează în jurul lui Jupiter la o distanță cuprinsă între 23 și 24 Gm și la o înclinație de aproximativ 165°.
Aitne are aproximativ 3 kilometri în diametru și orbitează în jurul lui Jupiter la o distanță medie de 22.285.000 km în 712,04 zile, la o înclinație de 166° față de ecliptică (164° față de ecuatorul lui Jupiter), într-o direcție retrogradă și cu o excentricitate de 0,393.
A fost numit în august 2003 după Aitna sau Aitne, personificarea divină a Muntelui Etna, ai cărui fii cu Zeus (Jupiter) sunt Palici, zeii gemeni sicilieni ai gheizerelor (alți autori i-au descins din Thalia și/sau Hefaistos).